# 横浜開港150周年協会
財団法人横浜開港150周年協会（ざいだんほうじんよこはまかいこうひゃくごじゅうしゅうねんきょうかい）は、横浜港が2009年6月2日に開港150周年を迎えることを記念して、各種記念事業を行うことを目的とした神奈川県を主務（監督）官庁とする財団法人である。
2007年2月27日に財団法人として設立され、それ以前は「横浜開港150周年推進協議会」として横浜開港150周年記念行事を企画実施していた。
開国博Y150は、2009年4月28日から9月27日までの153日間開催された。なお、事業収支を確定する必要があるという理由で2010年4月以降も協会は存続しており、公式記念メダルの発行等をしていたが、2013年8月31日に解散した。
2010年4月現在の基本財産は3200万円（出捐金の内訳は横浜市1000万円、神奈川県200万円、横浜商工会議所等の公益団体2000万円）会長は佐々木謙二横浜商工会議所会頭、副会長は藤木幸夫横浜港運協会会長。

## 記念式典
2009年5月31日、パシフィコ横浜にて3500名を招待し開催された。
宮本亜門は、式典のみプロデューサーとして担当し、市民500人参加型の「ヴィジョン！ヨコハマ」の作・演出を務め、3回公演のショーは満席、完売だった。
主な出席者: 明仁天皇・皇后、麻生太郎内閣総理大臣、三権の長（河野洋平、江田五月、竹﨑博允）、中曽根弘文外相、ミハイル・ミハイロヴィッチ駐日ロシア連邦特命全権大使、田上富久長崎市長、矢田立郎神戸市長、中田宏市長、松沢成文知事
ショーの主な出演者: 谷原章介、飯島直子、ゆず、草笛光子、高田延彦、パックン、桜塚やっくん、石井正則、五大路子、千住真理子
「横浜開港150年の歩み」が映像で紹介された。制作はtvk。